# Ozières
Ozières ist eine französische Gemeinde mit 33 Einwohnern (Stand: 1. Januar 2022) im Département Haute-Marne in der Region Grand Est (vor 2016 Champagne-Ardenne). Sie gehört zum Arrondissement Chaumont und zum Kanton Poissons. Die Einwohner werden Ozièrois genannt.

## Geographie
Ozières liegt etwa 24 Kilometer ostnordöstlich von Chaumont. Umgeben wird Ozières von den Nachbargemeinden Clinchamp im Norden, Romain-sur-Meuse im Nordosten und Osten, Huilliécourt im Osten und Südosten, Thol-lès-Millières im Süden, Millières im Südwesten sowie Consigny im Westen.

## Bevölkerungsentwicklung
| Jahr                       | 1962 | 1968 | 1975 | 1982 | 1990 | 1999 | 2006 | 2019 |
| -------------------------- | ---- | ---- | ---- | ---- | ---- | ---- | ---- | ---- |
| Einwohner                  | 86   | 87   | 64   | 58   | 52   | 53   | 57   | 33   |
| Quellen: Cassini und INSEE |      |      |      |      |      |      |      |      |

## Sehenswürdigkeiten

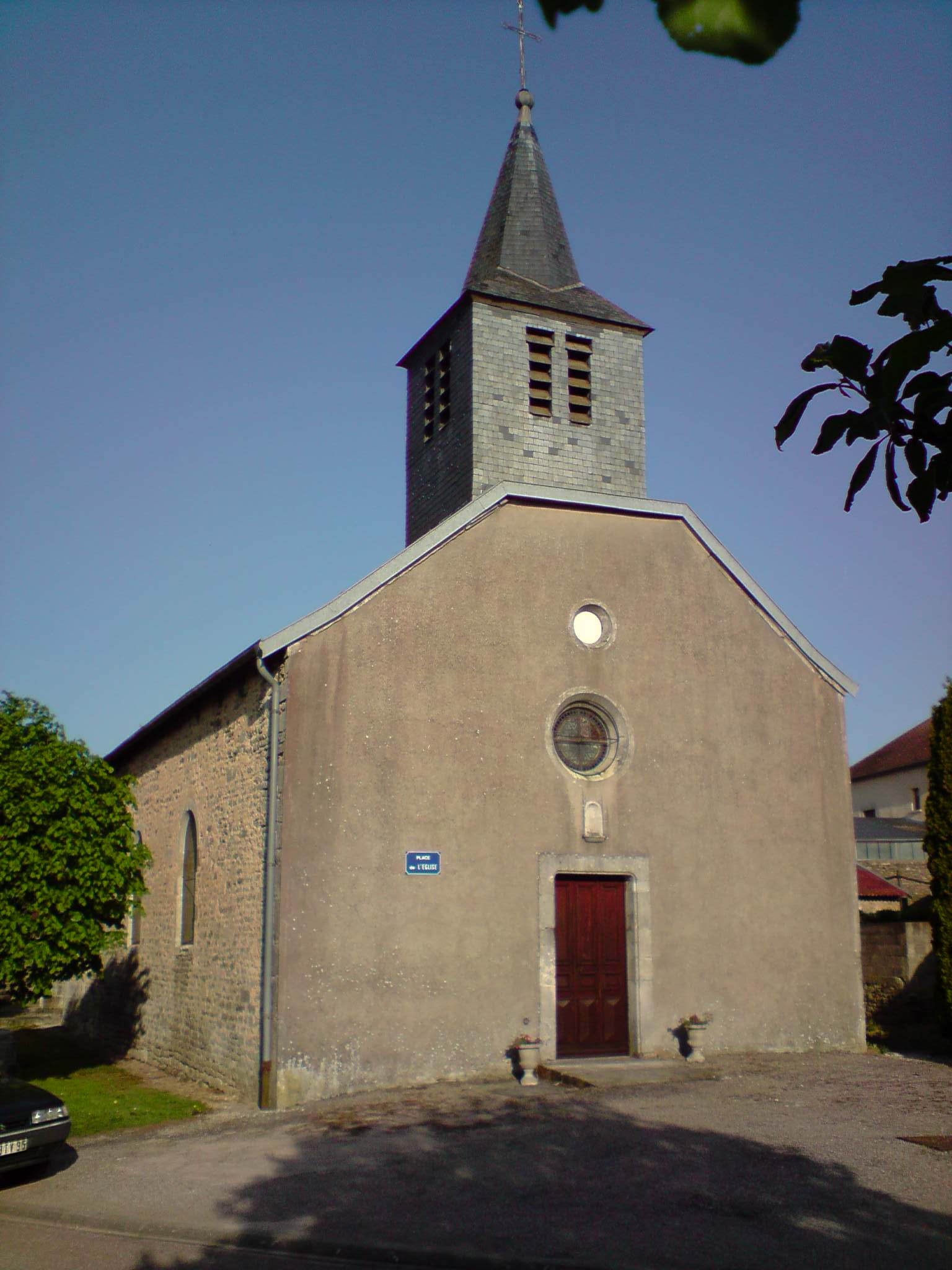
Kirche Saint-Amand

- Kirche Saint-Amand